# Eduardo Luis Pareyón Moreno
Eduardo Luis Pareyón Moreno (Azcapotzalco, Ciudad de México, 2 de diciembre de 1921 - 9 de marzo de 2000) fue un arquitecto y arqueólogo mexicano, investigador pionero en varios aspectos de la arqueología mexicana moderna.

## Educación
Nació y también murió en Azcapotzalco, Ciudad de México, de una familia reconocida por sus contribuciones a las humanidades, las ciencias y el deporte.
Estudió arquitectura en la Universidad Nacional y comenzó una brillante carrera asistiendo a los arquitectos Augusto H. Álvarez durante la ejecución del proyecto de la Torre Latinoamericana, y Mario Pani en el proyecto del nuevo  Conservatorio Nacional, ambos en la Ciudad de México. Sin embargo, pronto se interesó por las excavaciones arqueológicas, debido a la rica historia del suelo en muchas áreas donde trabajaba como arquitecto. Otro elemento que influyó en sus primeros estudios como arqueólogo fue que durante su infancia pasó muchos días explorando las antiguas ruinas de Teotihuacán, años antes de su reconstrucción, ya que el padre de Pareyón Moreno, el coronel Eduardo Pareyón Azpeitia, era amigo del ingeniero Manuel Gamio, cuyo trabajo y personalidad tuvieron un impacto durante su primer desarrollo cultural, en dicho contexto teotihuacano.
En plenitud de su vida adulta, regresó a estudiar en la Escuela Nacional de Antropología e Historia, donde completó su tesis de maestría "Excavaciones en la zona arqueológica del Cerro del Tepalcate" (1961).

## Carrera
De 1955 a 1959 fue asistente de Alfonso Caso durante la excavación y el registro de obras en sitios arqueológicos en Quiotepec, Tecomavaca, Los Cues y Cuicatlán, Oaxaca.
En 1959 fue nombrado director del Museo de Artes Populares en Pátzcuaro, Michoacán.
Alrededor de 1960 Pareyón estaba explorando y mapeando sitios arqueológicos en la cuenca baja del Río Balsas, en la presa de  Infiernillo. En 1961-62 dirigió la reconstrucción de la superposición de la pirámide de Tenayuca 6, y estaba explorando el sitio arqueológico Huejotla, Texcoco. En 1964, el INAH le asigna la reconstrucción completa de las ruinas de Santa Cecilia Acatitlán, Estado de México.
En 1970 fue nombrado Jefe de Mantenimiento de Sitios Arqueológicos de INAH. Durante el mismo año se mudó a Palenque, con la tarea de desarrollar estudios sobre los alrededores poco estudiados de ese sitio, en una exploración bajo la dirección de Alberto Ruz Lhuillier. En 1972 realizó los trabajos de consolidación de las ruinas de Tulum, y en 1973 desarrolló el proyecto para el Museo Arqueológico de Tlapacoya, Estado de México. Durante 1975 estuvo a cargo del desarrollo de excavaciones y tareas reconstructivas en Calixtlahuaca, luego en Tepetlaoxtoc (1978) y en el Ex-Convento de Churubusco (1980-81).

## Logros
Sus contribuciones más importantes a la arqueología mexicana fueron la recuperación de las ruinas de Santa Cecilia Acatitlán y los estudios sobre las estructuras yácatas en el área del antiguo reino michoacano de Tzintzuntzan. Sentó las bases que permitieron entender aspectos de la cultura de Cuicuilco y desarrolló importantes avances en el estudio de las etapas tempranas del desarrollo social y cultural de Teotihuacan. 
También inició los trabajos arqueológicos que muestran las pinturas murales de la pirámide de Cholula en Puebla.

## Colección Pareyón
En la arqueología mexicana se conoce como "Colección Pareyón" a un conjunto de piezas arqueológicas cuyo peso se estima en más de dos toneladas y media, recuperado de las excavaciones que realizó el arqueólogo Eduardo Luis Pareyón Moreno a lo largo de 46 años.  La mayor parte de estas piezas fue almacenada en los jardines del Ex Convento de Churubusco, hasta que en 1995 los arqueólogos José Antonio López Palacios, Ramón López Valenzuela y Yalo Jesús Madrigal Cossío comenzaron su estudio, catalogación y curaduría. Una primera selección de estos materiales se dio a conocer en octubre de 2022 a través de una exhibición en el Museo de Sitio de la zona arqueológica de Cuicuilco, al sur de la Ciudad de México, presentándose como Colección Pareyón-López. Para dicha exhibición se eligieron solo objetos del periodo Preclásico (800 a. C. al 400 a. C.), la mayoría procedentes de los sitios arqueológicos de Tlatilco y Tlapacoya.
En términos muy generales, esta colección se conforma de piezas cerámicas y de piedra completas y fragmentadas, así como restos de materiales con elementos o decoración sobresaliente. Tanto López Palacios et al. como la bibliografía publicada por el arqueólogo Eduardo Pareyón, permiten identificar en esta gran colección piezas pertenecientes a las regiones del Altiplano Central, Costa del Golfo, Oaxaca, Meseta P’orhépecha y culturas de Occidente y del Área Maya, las cuales datan de los periodos Preclásico, Clásico y Posclásico.
Otra parte distinta de la Colección Pareyón se conoce como “Metales de la Colección Pareyón” y se constituye por materiales arqueológicos procedentes de los alrededores de Tzintzuntzan, Michoacán, de los horizontes Epiclásico y Posclásico, así como del período Clásico en Teotihuacan.  La mayoría de estos objetos están hechos en cobre, estaño, plata y oro. 
Finalmente, un tercer grupo de la Colección Pareyón, es un selecto conjunto de objetos maqueados, algunos de los cuales están descritos por el mismo Pareyón (1988) y que proceden de distintos horizontes arqueológicos, principalmente de los estados de Puebla, Oaxaca y Chiapas. Solamente una parte menor de todos estos objetos ha sido catalogada y estudiada, y se encuentra bajo resguardo del INAH.

## Alumnos
Impartió los cursos de Historia del arte mexicano y arquitectura durante 35 años en la Escuela Nacional de Antropología y la Academia Nacional de San Carlos, en la Ciudad de México, donde formó una gran cantidad de dibujantes, artistas plásticos, arquitectos, historiadores y arqueólogos. Entre sus alumnos más conocidos se encuentran Eduardo Matos Moctezuma, Carlos Navarrete Cáceres, Otto Schöndube, Javier Villalobos Jaramillo, José Arturo Martínez Lazo, Arturo Warman y José Antonio López Palacios.
En 1962 ingresó como miembro titular de la Sociedad de Arqueología Americana.

## Obra publicada
- (1952) con Román Piña Chan y A. Romano Pacheco, "Tlatilco: nuevo sitio preclasico del Valle de Mexico". vol. 1, nos. 3-4, pp. 9–14.
- (1957) "Exploraciones Arqueológicas en la Ciudad Vieja de Quiotepec, Oaxaca". VII Mesa Redonda Sociedad Mexicana de Antropología. Ms. (IWO).
- (1960) "Exploraciones Arqueológicas en Ciudad Vieja de Quiotepec, Oaxaca". RMEA vol. 16. (IWO).
- (1961) "Excavaciones en la zona arqueológica del Cerro del Tepalcate, San Rafael Champa, Estado de México", ENAH, Maestría en Arqueología, 141 pp.
- (1968) "Arquitectura de México; los mexicas", Revista CAM-SAM, vol. 1, no. 1; pp. 24-26.
- (1972) "Las pirámides de doble escalera". In Religión en Mesoamérica. XII Mesa Redonda, Sociedad Mexicana de Antropología, edited by Jaime Litvak King, and Noemí Castillo Tejero, pp. 117–126. Sociedad Mexicana de Antropología, Ciudad de México.
- (1988) "Objetos maqueados". In La Garrafa: Cuevas de La Garrafa, Chiapas: estudio y conservación de algunos objetos arqueológicos, editado por María Elena Landa y Eduardo Pareyón Moreno. Gobierno del Estado de Puebla y Centro Regional de Puebla, Instituto Nacional de Antropología e Historia, Puebla; pp. 183–209.